# Blowzabella
 (décembre 2016).
Si vous disposez d'ouvrages ou d'articles de référence ou si vous connaissez des sites web de qualité traitant du thème abordé ici, merci de compléter l'article en donnant les références utiles à sa vérifiabilité et en les liant à la section « Notes et références ».
Blowzabella est un groupe anglais de musique folk fondé en 1978, présentant des collectages et compositions autour des  musiques à danser anglo-européennes.

## Histoire
Le groupe a été formé en 1978 à Whitechapel par Bill O'Toole (cornemuses, flûtes) de Sydney et Jon Swayne (cornemuses, flûtes) de Glastonbury, qui étaient alors tous deux étudiants à Londres. Ils invitèrent à les rejoindre Chris Gunstone (bouzouki, tapan), Dave Armitage (accordéon diatonique, bombarde, percussion) et Juan Wijngaard (vielle à roue, cornemuses flamandes) qui fut bientôt remplacé par Sam Palmer (vielle à roue). Fin 1979, Bill O'Toole retourna en Australie et fut remplacé par Dave Roberts (accordéon diatonique, percussion).
Le nom du groupe provient d'une jig (et chanson à boire) anglaise, Blowzabella my bouncing doxie, populaire fin XVIIe siècle début XXVIIIe siècle. Le membre fondateur Bill O'Toole, qui découvrit cette chanson alors qu'il était à la recherche d'un possible recueil de mélodie pour cornemuse à la Vaughan Williams Memorial Library, pensa alors que le nom, qui est une combinaison des sons « blow » et « bella », correspondait au son du groupe.
En 1980, Sam Palmer and Dave Armitage quittèrent le groupe, pour être remplacés par Paul James (cornemuses, instruments à vent) et Cliff Stapleton (vielle à roue). En 1982, Dave Armitage réintégra le groupe pour une courte période et en 1983 Dave Shepherd (violon, violon à 5 cordes, viole d'amour) prit une place plus importante dans le groupe.
Après l'enregistrement de l'album Tam Lin avec Frankie Armstrong en 1984 Dave Armitage, Cliff Stapleton et Chris Gunstone quittèrent Blowzabella et furent remplacés par Nigel Eaton (vielle à roue) et Ian Luff (guitare basse, cistre, mandoline, darbouka). Pour l'enregistrement de The Blowzabella Wall of Sound (1986), le groupe était constitué de Nigel Eaton, Paul James, Ian Luff, Dave Roberts, Dave Shepherd et Jon Swayne.
Jo Freya (chants, saxophone, clarinette) joignit Blowzabella avant l'enregistrement de A Richer Dust en 1988 (elle fut créditée comme Jo Fraser sur la pochette). Andy Cutting (accordéon diatonique) devint lui aussi un noyau dur du groupe avant Vanilla. Cependant, la pression de la tournée ininterrompu provoqua la rupture du groupe en décembre 1990, et chaque membre partit sur des projets individuels, quelques-uns continuant à jouer ensemble en duo ou trio. En 1996 Dave Roberts mourut. En 1995, Ian Luff persuada Andy Cutting, Jon Swayne, Nigel Eaton et Dave Shepherd de jouer ensemble à Bath et depuis cette année-là ils continuèrent à faire quelques concerts par an.
En 2002, Paul James contacta tous les membres du groupe avec l'idée de se réunir pour célébrer le 25e anniversaire de Blowzabella en 2003. Un groupe composé d'Andy Cutting, Nigel Eaton, Jo Freya, Paul James, Ian Luff, Dave Shepherd et Jon Swayne joua ensemble et fit renaître leur enthousiasme. Avec l'arrivée de nouvelles mélodies, le groupe fut encouragé à poursuivre les tournées et l'enregistrement d'un nouvel album. Fin 2004 Nigel Eaton quitta le groupe et fut remplacé par Grégory Jolivet, joueur de vielle à roue français. Fin 2005, ce fut à Ian Luff de laisser sa place à Barnaby Stradling à la guitare basse.
En juillet 2007 sorti Octamento, le premier album avec de nouvelles chansons depuis 1990.

## Membres actuels
- Andy Cutting (accordéon diatonique)
- Jo Freya (clarinette, saxophone, chant)
- Paul James (cornemuses, saxophones)
- Benoit Michaud (vielle à roue électroacoustique)
- Dave Shepherd (violon)
- Barn Stradling (guitar basse)
- Jon Swayne (cornemuses, saxophones)

## Discographie
- Blowzabella (1982) Plant Life Records PLR 038
- In Colour (1983) Plant Life Records PLR 051
- Bobbityshooty (1984) Plant Life Records PLR 064 (reissued 1998) Osmosys Records OSMO CD015
- Tam Lin (Frankie Armstrong and Blowzabella) (1984) Plant Life Records PLR 063
- Wall of Sound (1986) Plant Life Records PLR 074 (reissued 1996) Osmosys Records OSMO CD005
- The B to A of Blowzabella (1986) BZB01
- A Richer Dust (1988) (reissued 1996) Plant Life Records PLCD 080 (reissued 1996) Osmosys Records OSMO CD010
- Pingha Frenzy (live on tour in Brazil) (1988) Some Bizarre GHCD 1
- Vanilla (1990) Special Delivery SPDCD 1028
- Compilation (1982-1990) (1995) Osmosys Records OSMO CD001
- Octomento (2007) Blowzabella 1
- Dance (live) (2010) Blowzabella 1
- Strange News (2013) Blowzabella 3